# Alaïs Kalonji
Alaïs Kalonji (10 dicembre 1997) è una tuffatrice francese.

## Biografia
Grazie al diciassettesimo posto nella piattaforma 10 metri alla Coppa del Mondo di Tokyo 2021, ha ottenuto la qualificazione ai Giochi olimpici estivi di Tokyo 2020.
Ai campionati campionati europei di nuoto di Budapest 2020, disputati nel maggio 2021 alla Duna Aréna  si è classificata settima nella piattaforma 10 metri.

## Palmarès
| Anno | Manifestazione            | Sede     | Evento           | Risultato | Prestazione | Note  |
| ---- | ------------------------- | -------- | ---------------- | --------- | ----------- | ----- |
| 2014 | Giochi olimpici giovanili | Nanchino | Piattaforma 10 m | 4ª        | 405,85 p.   | [ 2 ] |
| 2015 | Europei di tuffi          | Rostock  | Piattaforma 10 m | 11ª       | 257,50 p.   |       |
| 2016 | Europei di nuoto          | Rostock  | Piattaforma 10 m | 11ª       | 279,30 p.   |       |
| 2019 | Mondiali                  | Gwangju  | Piattaforma 10 m | 26ª Q     | 252,60 p.   |       |
| 2019 | Europei di tuffi          | Kiev     | Piattaforma 10 m | 7ª        | 271,55 p.   |       |
| 2019 | Europei di tuffi          | Kiev     | Squadra mista    | 4ª        | 388,30 p.   |       |
| 2021 | Coppa del Mondo           | Tokyo    | Piattaforma 10 m | 17ª SF    | 256,15 p.   |       |
| 2021 | Europei di nuoto          | Budapest | Piattaforma 10 m | 7ª        | 286,25 p.   |       |